# Alexandre Bigot
Alexandre Bigot (Mer, 5 novembre 1862 – Parigi, 27 aprile 1927) è stato un ceramista francese.
Era principalmente un produttore di ceramiche. Produsse i disegni di molti artisti e architetti del movimento Art Nouveau francese, tra cui: Jules Lavirotte, Hector Guimard, Louis Majorelle, Henri Sauvage, Henry van de Velde, Auguste Perret, Andre Arfvidson, Anatole de Baudot e altri.
Bigot era un insegnante di fisica e chimica che si interessò alla ceramica nel 1889 dopo aver visto la porcellana cinese all'Exposition Universelle di Parigi. Con la sua conoscenza della chimica, fu in grado di creare smalti con una grande varietà di colori e finiture.
La ditta di Bigot aveva sede in rue des Petites Ecuries, e nel 1889 creò anche una fabbrica di ceramiche a Mer che impiegava fino a 150 persone. Samuel Bing, un mercante d'arte tedesco a Parigi, espose opere di Bigot, tra gli altri, e fu un fautore dell'introduzione dello stile Art Nouveau. L'azienda parigina di Bigot chiuse nel 1914 a causa del calo della popolarità dell'Art Nouveau.

## Primi anni e scoperta della ceramica

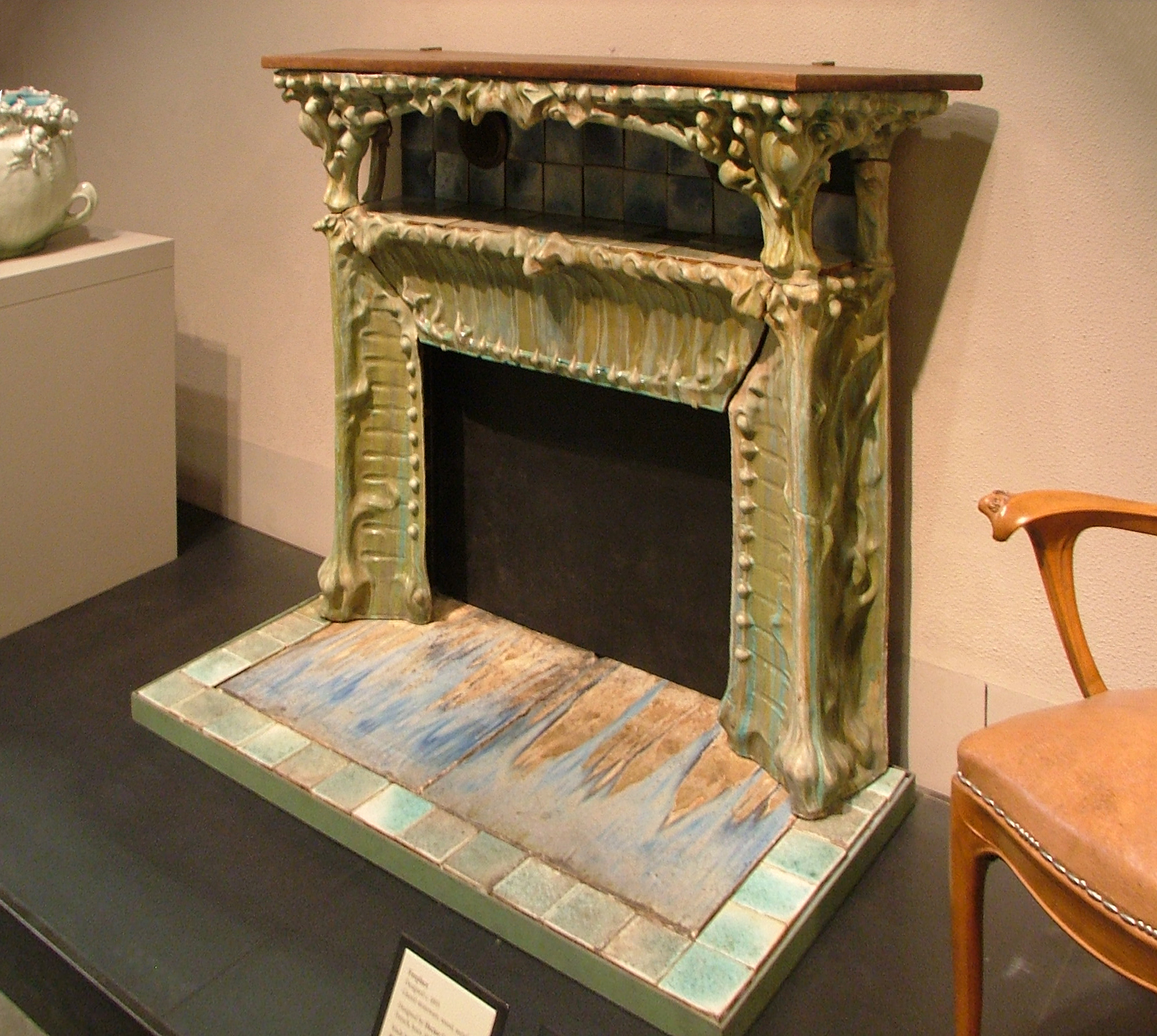
Camino progettato da Hector Guimard e realizzato da Alexandre Bigot, nella collezione del Philadelphia Museum of Art (Stati Uniti), ca. 1895.

Alexandre Bigot si è formato nelle scienze prima di eccellere nelle arti. Si laureò in fisica nel 1884. Conseguì anche un dottorato in chimica e si interessò molto presto alla creazione di smalti simili a gemme naturali. Dopo un breve periodo nello studio di Paul Beyer (1873-1945) in Svizzera, e riconoscendo i limiti imposti all'allestimento di un laboratorio a Parigi, nel 1889 allestì la sua prima fornace ad Aunay, sua città natale (oggi Aulnay, ora un quartiere entro i limiti della città di Mer. Lo stesso anno, divenne uno dei numerosi artisti della sua generazione che furono attratti dalle ceramiche orientali che avevano visto all'Exposition Universelle del 1889 a Parigi. Tra i contemporanei di Bigot che videro questi esempi c'era Jean-Joseph Carriès, che come Bigot aveva il suo studio ed era impegnato nella ricerca sulla ceramica, conoscenza che iniziò ad affinare incontrando Bigot. I due artisti iniziarono una corrispondenza sull'argomento e Bigot si interessò molto all'opera di Carriès.  La conoscenza della chimica di Bigot gli consentì di diventare consigliere di Ernest Chaplet per la sua scultura e Carriès, nonché collaboratore del chimico Henri Le Châtelier. Sul lato pratico (tornitura e modellazione), beneficiò dei consigli di Raphaël Tessier (1860-1937).

## Carriera nella ceramica

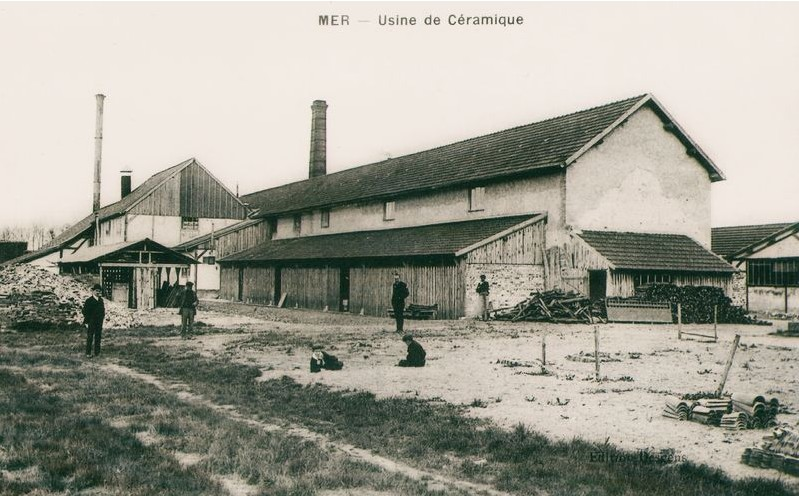
Fabbrica di ceramiche di Bigot a Mer, Francia, a sud-ovest di Parigi, ca. 1910.

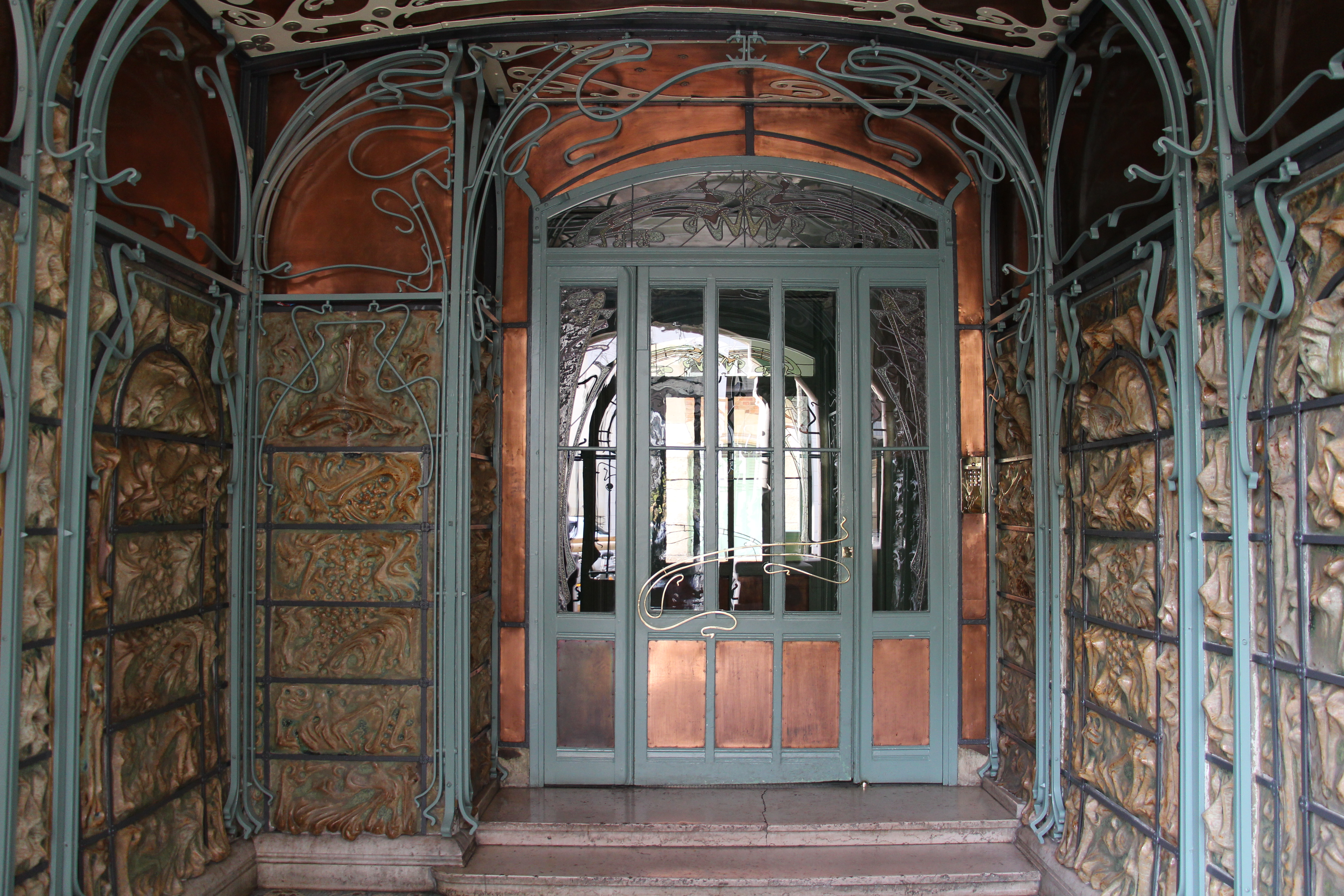
Breezeway del Castel Beranger a Parigi, con lastre delle pareti di Bigot (1898).

Nel 1894, Bigot presentò per la prima volta le sue opere al Salon della Société nationale des beaux-arts. La ceramica era semplice, ornata con smalto opaco con sfumature di giallo, verde e marrone, spesso con l'effetto di cristallizzazione. Nel 1895 partecipò all'esposizione inaugurale de La Maison de l'Art Nouveau di Samuel Bing, che diede il nome allo stile.
L'anno 1897 segnò una svolta. Le ceramiche architettoniche stavano raggiungendo l'apice della loro popolarità e Bigot colse l'occasione per fondare la propria azienda, A. Bigot et Cie. Questa impresa, che impiegava fino a 150 operai e contava 10 forni industriali, produceva numerosi ciondoli, vasi e altri oggetti che erano esposti nel suo negozio, che trasferì da rue d'Assas a rue des Petites-Écuries.
Insieme a Emile Muller, divenne così la figura principale della ceramica architettonica in Francia e dal 1898 lavorò per integrare la ceramica con le facciate in cemento armato. Questo sbocco architettonico spiega, implicitamente, l'appartenenza della sua azienda all'Union Syndicale des architectes, ma anche l'allentamento del regolamento urbanistico del 1882 che favoriva la comparsa di elementi aggettanti, come i bovindi, che rompevano l'uniformità delle facciate.
La collaborazione con Hector Guimard, alla fine del decennio, segnò l'inizio della fama di Bigot con le ceramiche architettoniche. Prima di allora il suo lavoro si era limitato essenzialmente a bagni e ristoranti. Ma nel 1898, il Castel Beranger di Guimard emerse come manifesto dell'Art Nouveau in architettura e le sue ceramiche furono commissionate a Bigot, che decorò la facciata con dettagli pittoreschi e coprì il passaggio di ingresso con pannelli modellati altamente plastici progettati per evocare l'atmosfera di una grotta. Il materiale divenne, così, emblematico del nuovo stile prima del declino dell'Art Nouveau intorno al 1910.
Il lavoro di Bigot venne premiato con un Grand Prix all'Exposition Universelle del 1900 a Parigi per la quale aveva collaborato con Paul Jouve e René Binet al cancello d'ingresso principale sugli Champs-Elysées. L'insieme delle ali che racchiudevano il grande arco della porta, disegnato dal Binet, era ornato da due fregi sovrapposti, eseguiti in ceramica policroma. Quello in alto rappresentava il trionfo dell'opera dello scultore Emile Muller su modello di Anatole Guillot; quello sottostante era composto da un seguito di animali in stile assiro, di Jouve e Bigot.

### Collaborazione con Jules Lavirotte

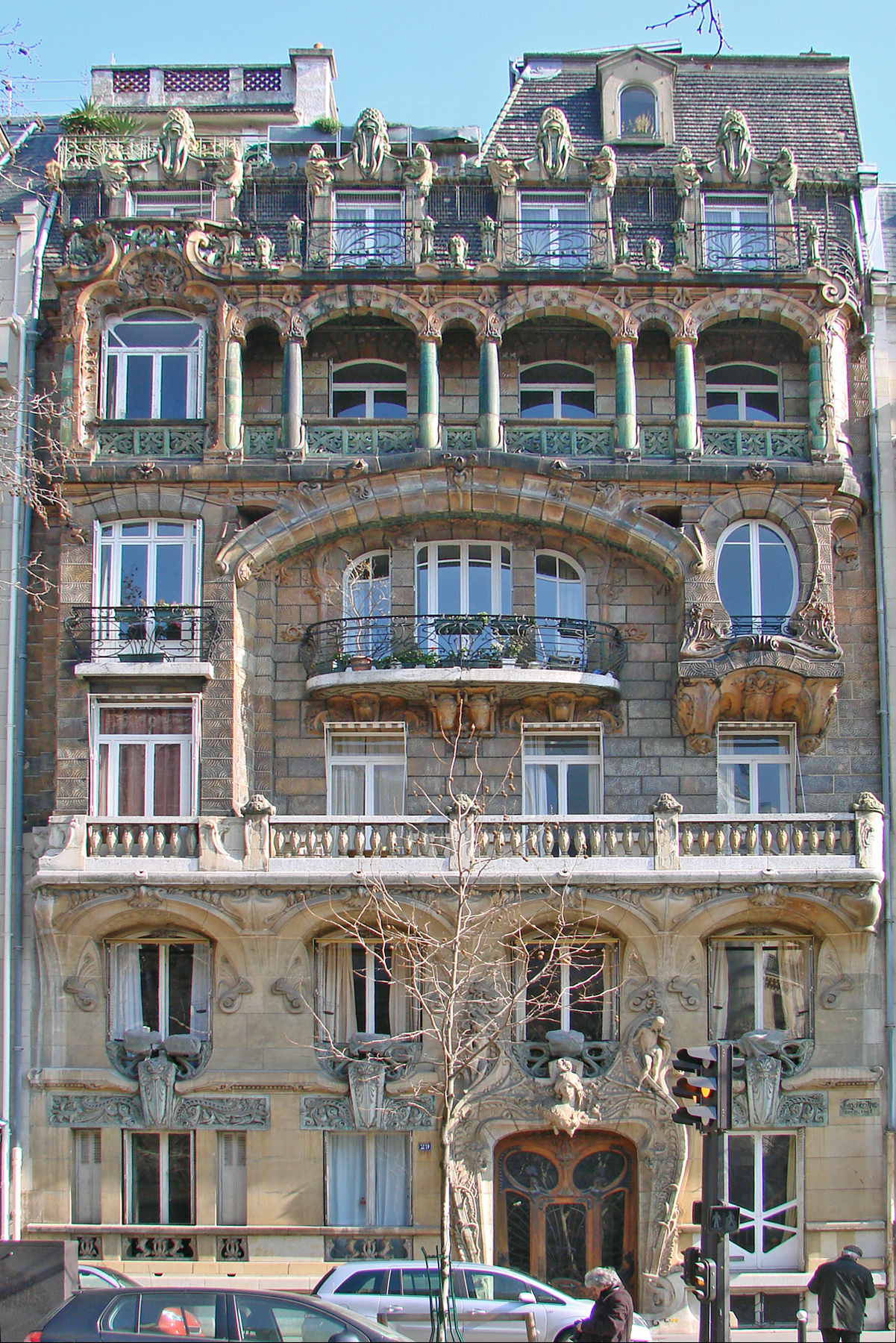
29, avenue Rapp, la più famosa collaborazione tra Bigot e Jules Lavirotte (1901).

A partire dal 1900, le commissioni si moltiplicarono quando trovò un architetto a cui mostrare il suo talento: Jules Lavirotte. Quest'ultimo era un designer Art Nouveau che sposava un eclettismo con un gusto pronunciato per l'ornamento audace ed era, all'epoca, famoso quanto Guimard. Bigot lavorò prima all'edificio al 12 di rue Sédillot per il quale la sua partecipazione fu ancora limitata (alcune balaustre in ceramica). Successivamente lavorò al 3, place Rapp, l'edificio su cui Lavirotte lo lasciò libero con un eclettismo molto meno trattenuto del precedente. Fu lì che realizzò splendide architravi con teste sospese e la decorazione della scala con la figura di una naiade infantile.

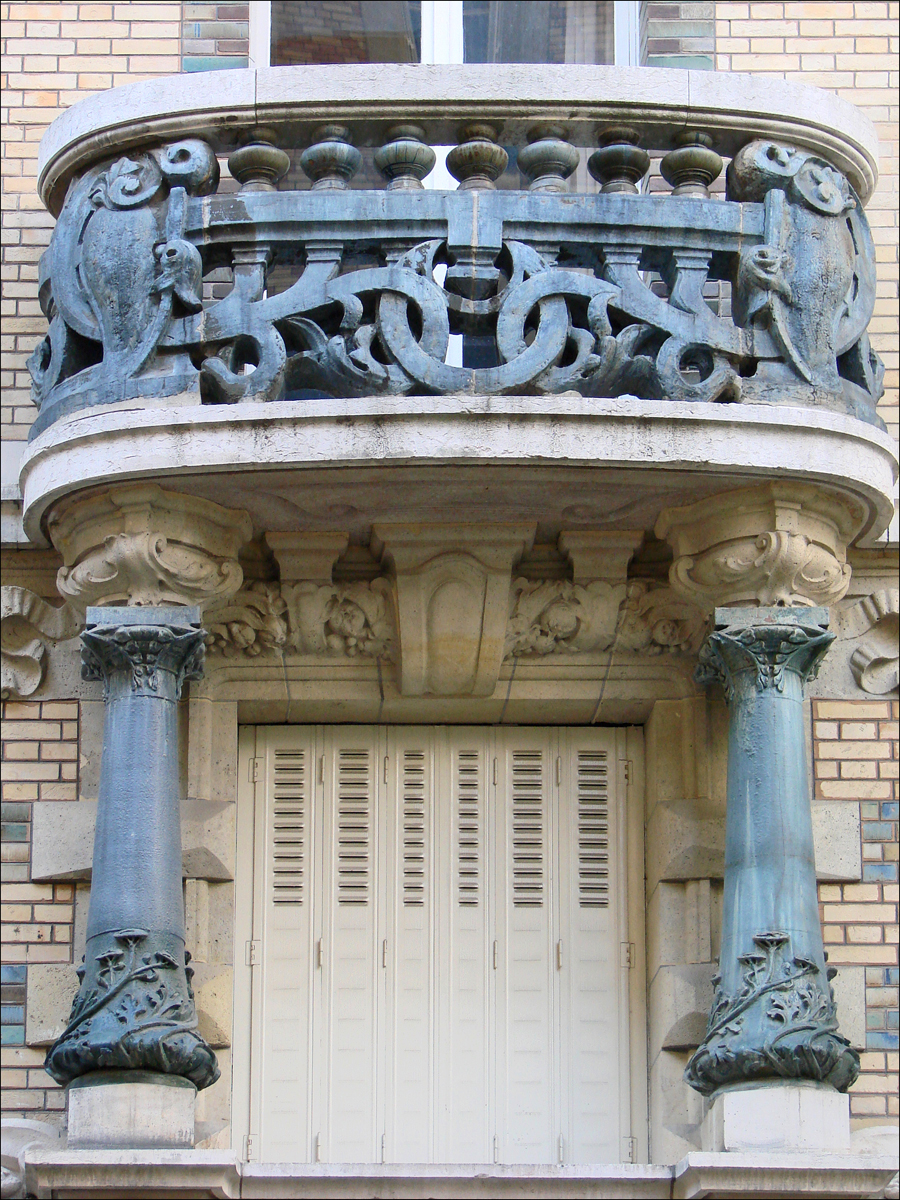
Balcone al 3, piazza Rapp, realizzazione Bigot (1900-01).

Il condominio al 29 di avenue Rapp, costruito nel 1901, era davvero la costruzione che meglio sposava i talenti di Bigot e Lavirotte. Nell'età dello sviluppo del calcestruzzo si era cercato un materiale sostitutivo e comparabile del rivestimento bugnato normalmente impiegato perché quest'ultimo era pesante e gravoso. L'emblema della modernità in Inghilterra e negli Stati Uniti fu quello di utilizzare la ceramica come rivestimento, ma l'idea giunse in Francia più tardi. Il primo a sperimentarlo in Francia fu François Hennebique (l'inventore del sistema Hennebique del cemento armato), per la sede della propria azienda nel 1898. Infatti, quando fu costruito l'edificio al 29 avenue Rapp, l'uso della ceramica come rivestimento era ancora una novità. Questa costruzione era il frutto della collaborazione tra Lavirotte, Bigot e Cottancin, l'inventore del processo di costruzione in cemento armato utilizzando una struttura scheletrica molto fine. L'edificio era sperimentale e probabilmente finanziato dai tre stessi che lo vedevano come una vetrina dei rispettivi talenti. L'obiettivo di Bigot, nell'edificio, era quello di dimostrare che la ceramica poteva sostituire la muratura, e fece ricorso in questo a un'ossatura interamente in cemento armato. Il trucco stava nei pezzi cavi appesantiti di cemento e nei tondini di ferro di rinforzo per garantire la solidità dell'insieme. Poi l'edificio veniva ricoperto con lastre di ceramica che imitavano la tradizionale lavorazione in pietra scolpita. Volendo mettere in mostra le doti dell'artigiano, Bigot realizzò la testa della donna, che sormontava l'ingresso principale, senza creare uno stampo, cuocendo l'opera originale di Jean-Baptiste Larrivé direttamente nella fornace. Questo edificio servì come manifesto della tecnica e fu imitato negli anni successivi, assicurando definitivamente la reputazione di Bigot.
Lo stesso trio (Bigot, Lavirotte e Cottancin) si riunì nel 1903 per il condominio al 34 di avenue de Wagram, noto anche come Hôtel Ceramic e anch'esso integralmente rivestito di ceramica. Le sculture vennero completate da Camille Alaphilippe. Ricevette il gran premio per il Concours des Façade di Parigi nel 1905.
Nel 1914, Bigot cedette la direzione della società Bigot et Cie a Camille Alaphilippe per diventare un consulente tecnico per l'industria della ceramica. Nel periodo tra le due guerre, i trenta dipendenti dello stabilimento producevano principalmente condotte per l'industria dei canali e delle fognature.

### Rigot e la scultura

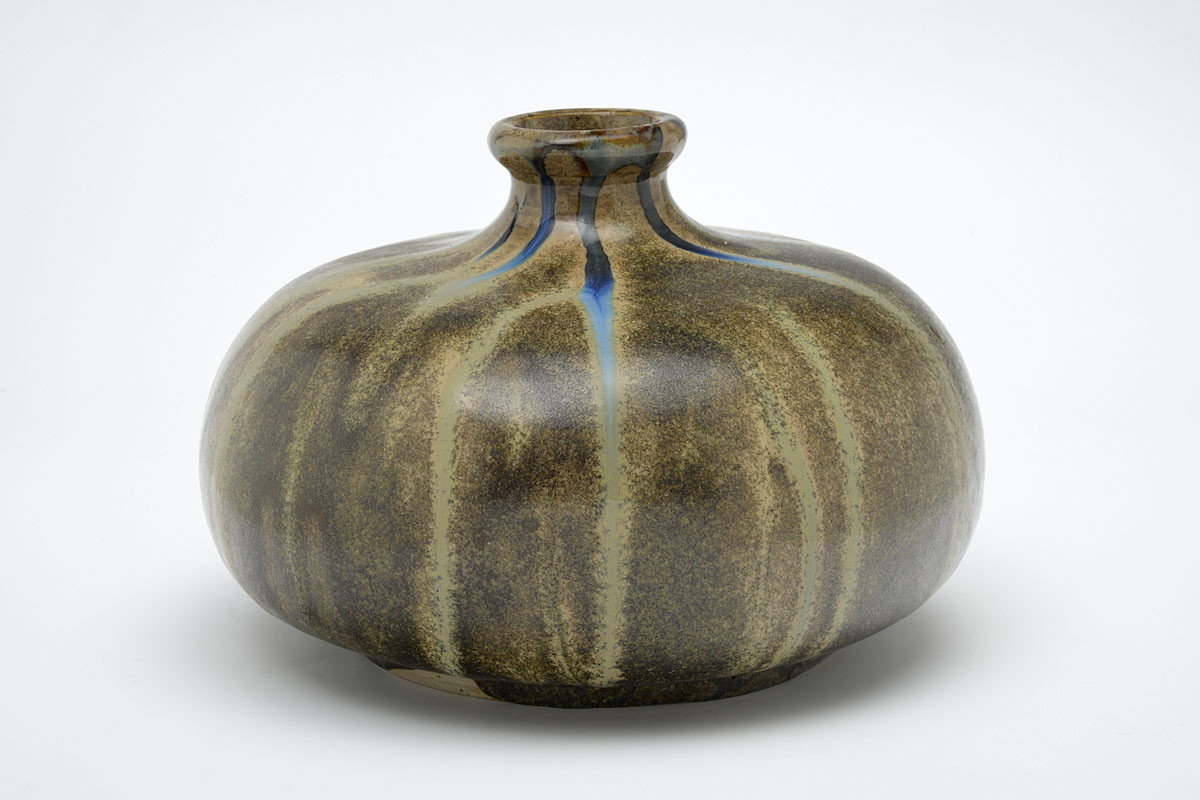
Alexandre Bigot, Vaso, 1895, gres, acquistato da Siegfried Bing nel 1896, Museo delle arti e dei mestieri di Amburgo.

Alla fine del XIX secolo, la scultura era dominata da un interesse generale per la policromia. La ceramica assunse così un ruolo importante nel settore, sostituendo la maiolica, come si vide in particolare nei Salon del 1896, 1897 e 1899, che presentarono numerose opere realizzate con questa materia. Gli artisti erano entusiasti di questa svolta, in particolare Alexandre Falguière, che si vantava del suo lavoro La Sortie de l'École ("Uscita dalla scuola"): "È prodigioso, vedi, non una crepa o una piccola deformazione. questo è il mio lavoro, come ha lasciato le mie mani, con i tagli fatti dal mio pollice e meno dall'utensile da taglio! E quanto è bello il bronzo, più sincero, meno triste e di una dolcezza. Gli attori principali di questo nuovo sviluppo sono gli studi di Emile Muller e Alexandre Bigot e i più grandi nomi della scultura predicano la tecnica: Falguière, Mercié, Coutan, Fagel, Marqueste, Boucher, Ringel, Injalbert, Roche, Bourdelle, Rodin..."
Sappiamo poco dei legami tra Rodin e Bigot. Rodin era molto interessato alla ceramica e all'arte giapponese, di cui era stato pioniere nelle esposizioni presso il negozio di Bing e su cui aveva lavorato con ceramisti come Ernest Chapelet, Edomond Lachenal, Paul Jeaneney e Jean Carriès. Carriès era un comune amico di Bigot e Rodin. Una sola lettera firmata da Bigot è conservata al Musée Rodin e consiste semplicemente in una nota di congratulazioni da parte di Bigot. Sembra comunque che Rodin fosse ben conosciuto dalla famiglia Bigot. Mentre Rodin non ha lasciato tracce del suo lavoro con Bigot, lo stesso non si può dire del suo allievo Antoine Bourdelle. Quest'ultimo era estremamente interessato ai nuovi sviluppi della ceramica all'inizio del secolo e creò calchi delle sue opere in porcellana e in ceramica. Per le ceramiche, Bourdelle chiamò Bigot e lanciò le sue opere esistenti con una serie di opere intitolate Le Baiser (Il bacio), Afrodite e Bambino addormentato.
Camille Alaphilippe, ispirato dalle possibilità della ceramica durante il suo soggiorno a Villa Medici a Roma, nel 1901, produsse La Femme au Singe (donna con scimmia) nel 1908. È composta da un ardito assemblaggio di elementi in bronzo dorato (testa e mani) e di piatti di ceramica smaltata, montati su una struttura in legno e ferro tenuta insieme da una malta d'argilla, con le giunture realizzate in gesso colorato. È probabile che l'opera sia stata eseguita nello studio di Bigot in quanto la firma non è evidente, inoltre Alaphilippe aveva già collaborato con Bigot all'Hôtel Ceramic nel 1903 e avrebbe assunto il controllo di A. Bigot & Cie nel 1914.

## Opere selezionate

### Castel Béranger, 1894-1895
Architetto: Hector Guimard

### Esposizione di Parigi del 1900
Bigot realizzò i progetti di René Binet per l'ingresso principale all'Esposizione di Parigi del 1900. L'opera di Bigot è stata acquisita nella sua interezza da Jenő Radisics, il direttore del Museo di arti applicate di Budapest ed è rimasta in negozio fino al 2013, quando gran parte di essa è stata esposta al Museo.

### Avenue Rapp n. 29, 1901
L'edificio Lavirotte, progettato da Jules Lavirotte, Avenue Rapp n. 29, Parigi era la residenza di Alexandre Bigot.
Nel 1901, il progetto di Jules Lavirotte per questo edificio si aggiudicò un concorso comunale come il migliore dell'anno. Il suo straordinario portale è il massimo dell'esuberanza dell'Art Nouveau. Gli elementi intagliati presentano un busto centrale di una donna con capelli fluenti, bilanciato da figure nude scolpite che si elevano ai lati.

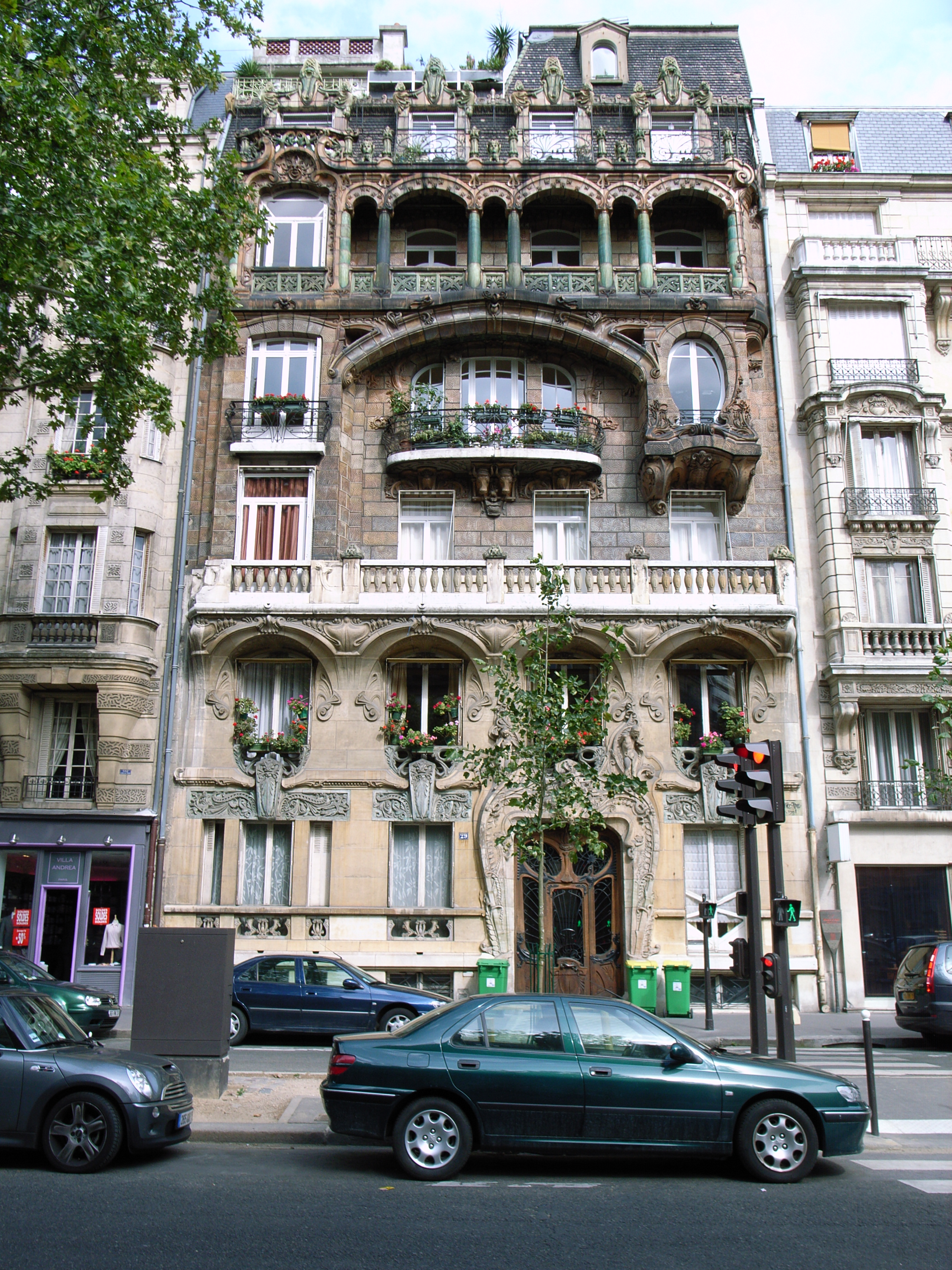
Edificio di avenue Rapp
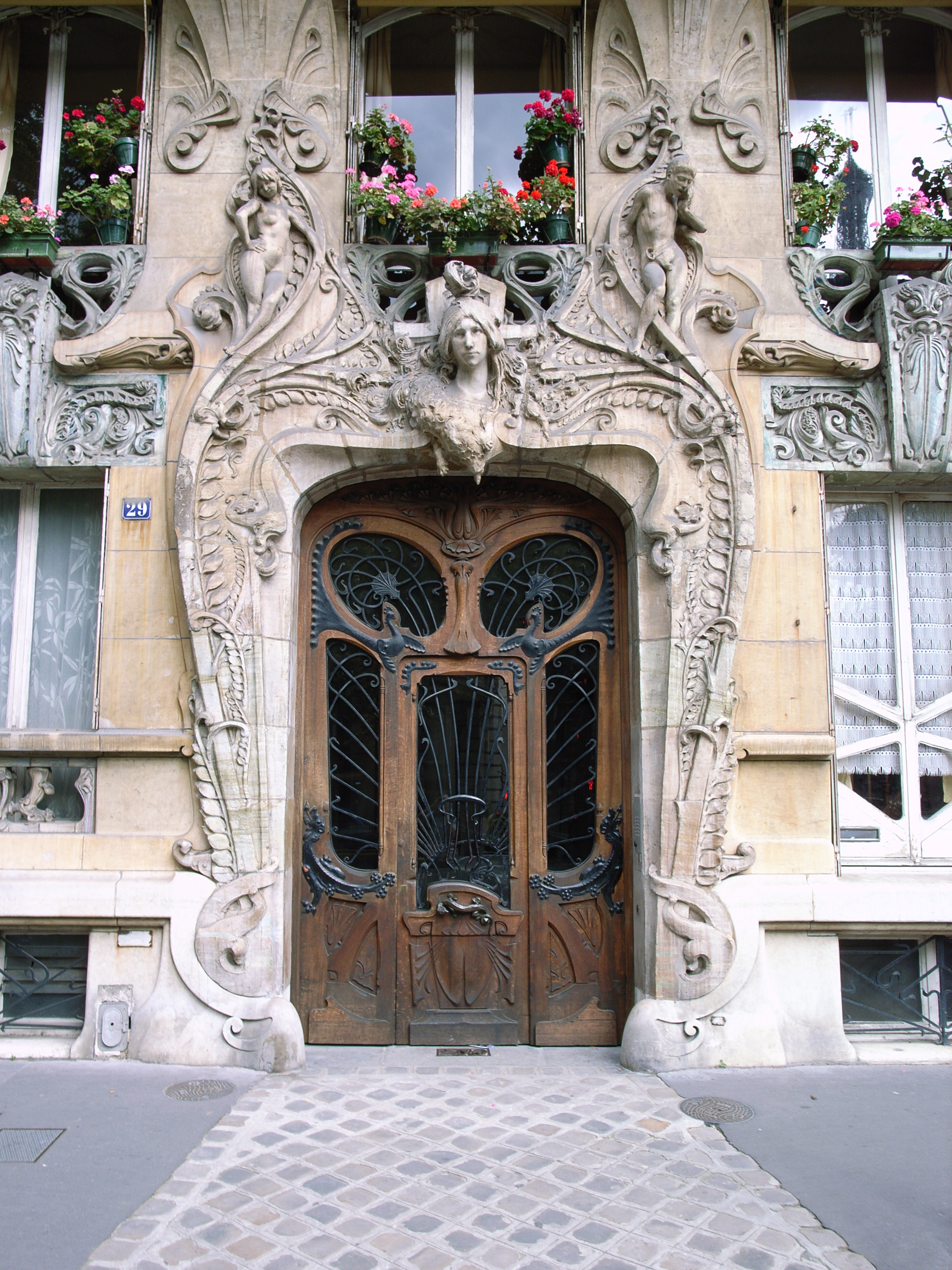
Ingresso all'edificio di avenue Rapp
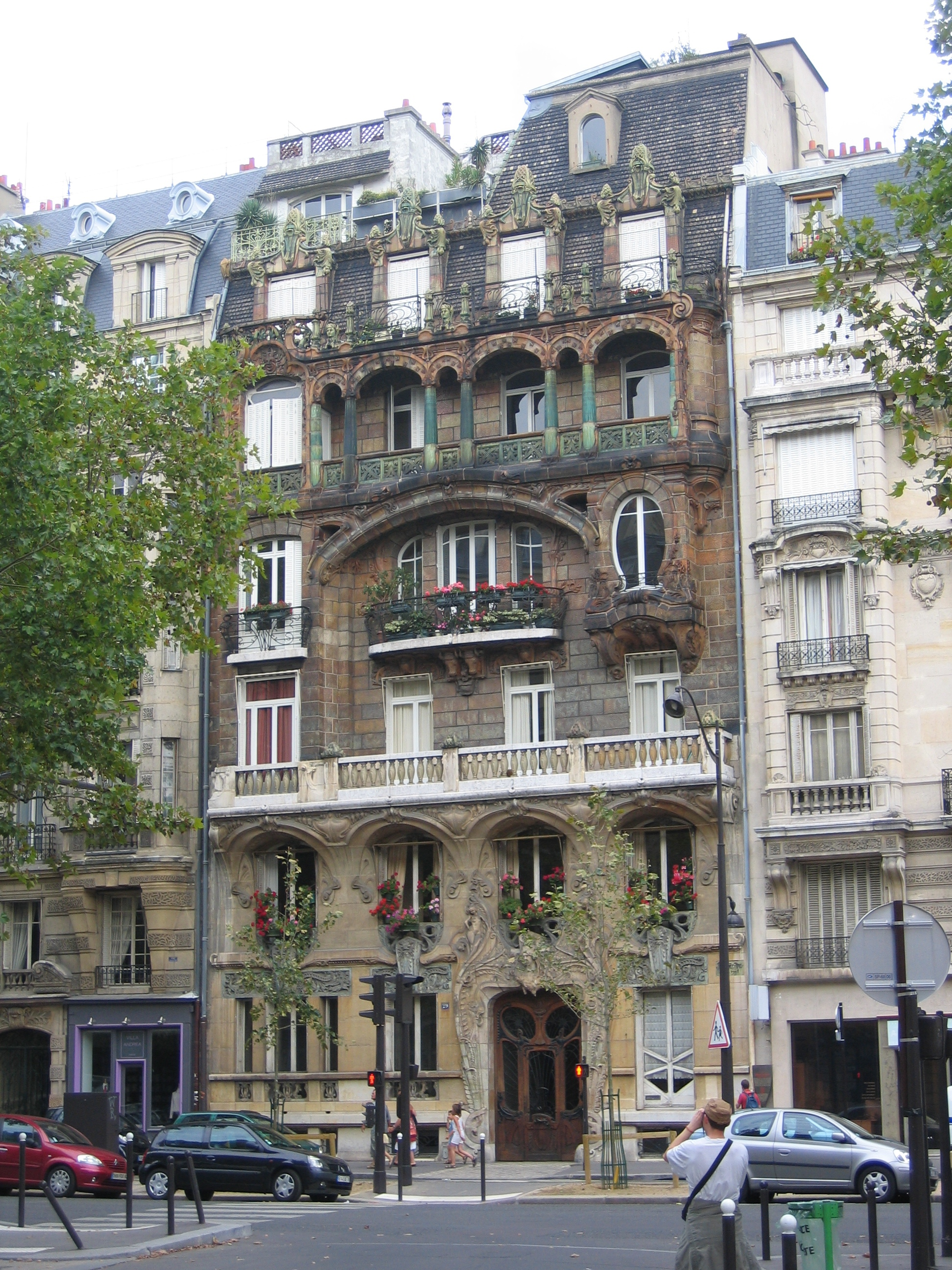
Edificio Lavirotte

### Rue d'Abbeville n. 14, 1901
Architetti: Alexandre & Edouard Autant

### Avenue De Wagram n. 34 (Hotel Ceramic), 1904
Questo edificio in cemento armato, costruito da Jules Lavirotte, venne soprannominato "Hotel Ceramic" per la sua facciata in terracotta smaltata, creata da Alexandre Bigot e scolpita da Camille Alaphilippe. Esemplificando il sensuale stile Art Nouveau della Parigi di inizio secolo, questa residenza vinse il premio della città per la migliore facciata del 1905.

### Saint Jean de Montmartre

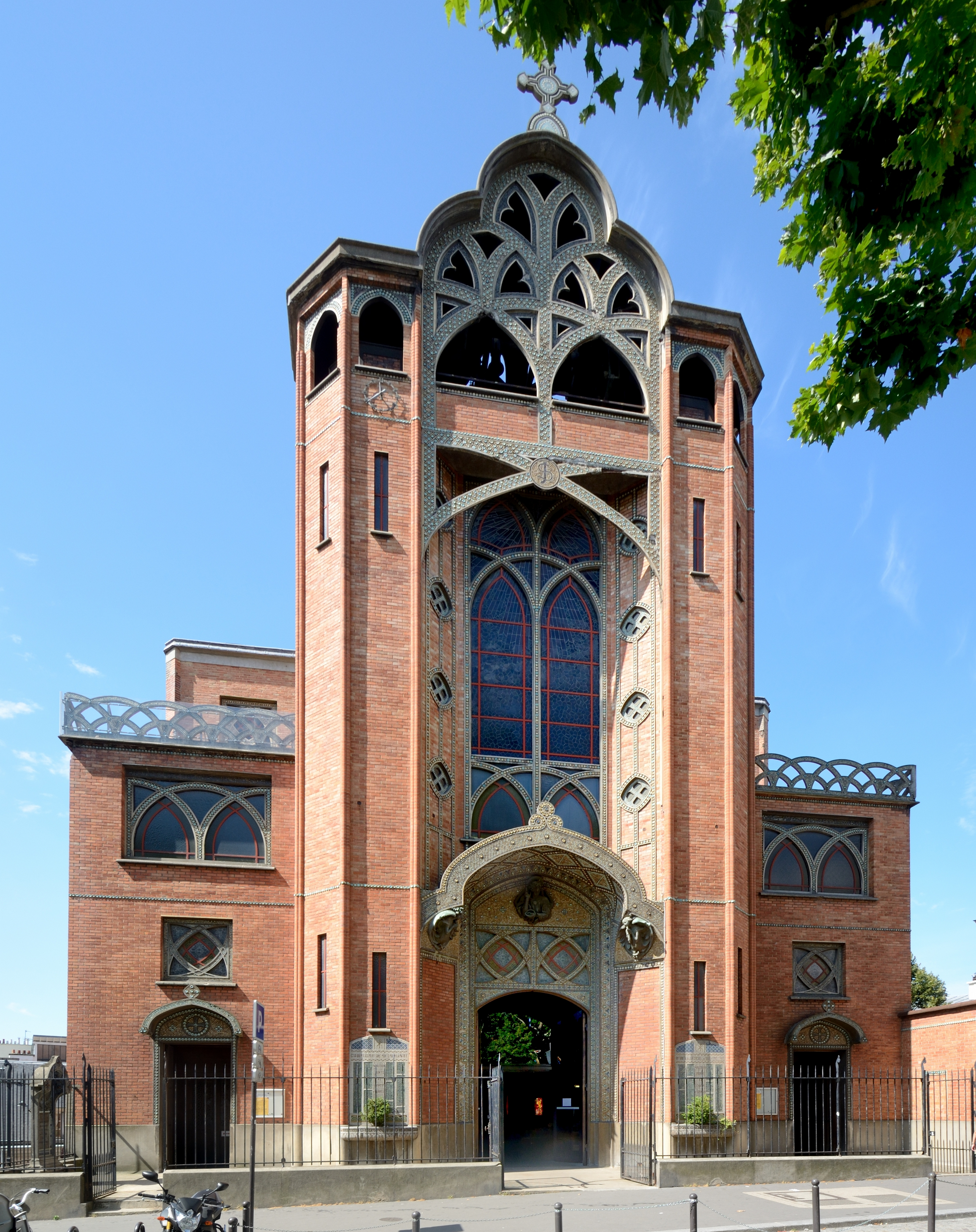

Architetto: Anatole de Baudot

### Rue Franklin n. 25, 1904
Architetto: Auguste Perret

### Rue Campagne-Premiere n. 31, 1911
Architetto: Andre Arfidson
I dettagli in ceramica conferiscono a questa facciata industriale il fascino e hanno aiutato l'architetto a vincere un premio per la sua facciata nel 1911. La piastrellatura in arenaria del ceramista Alexandre Bigot riveste questo duplex in cemento armato di venti laboratori con residenze. Gli elementi floreali tridimensionali aggiungono motivi geometrici ai moli e intorno ai bordi delle finestre.

### Lavori più piccoli

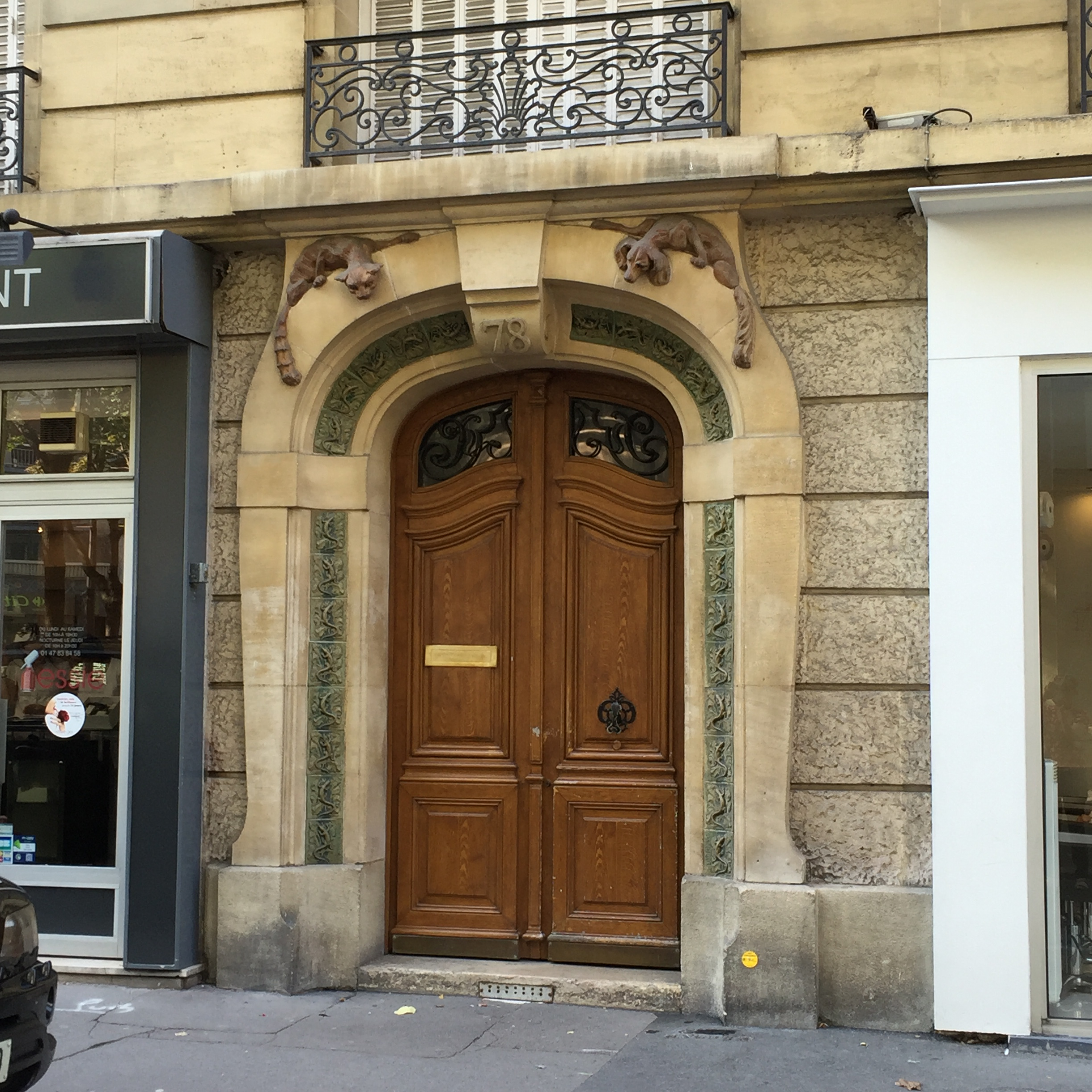
Piastrelle in ceramica di Alexandre Bigot, rue Mademoiselle, Parigi
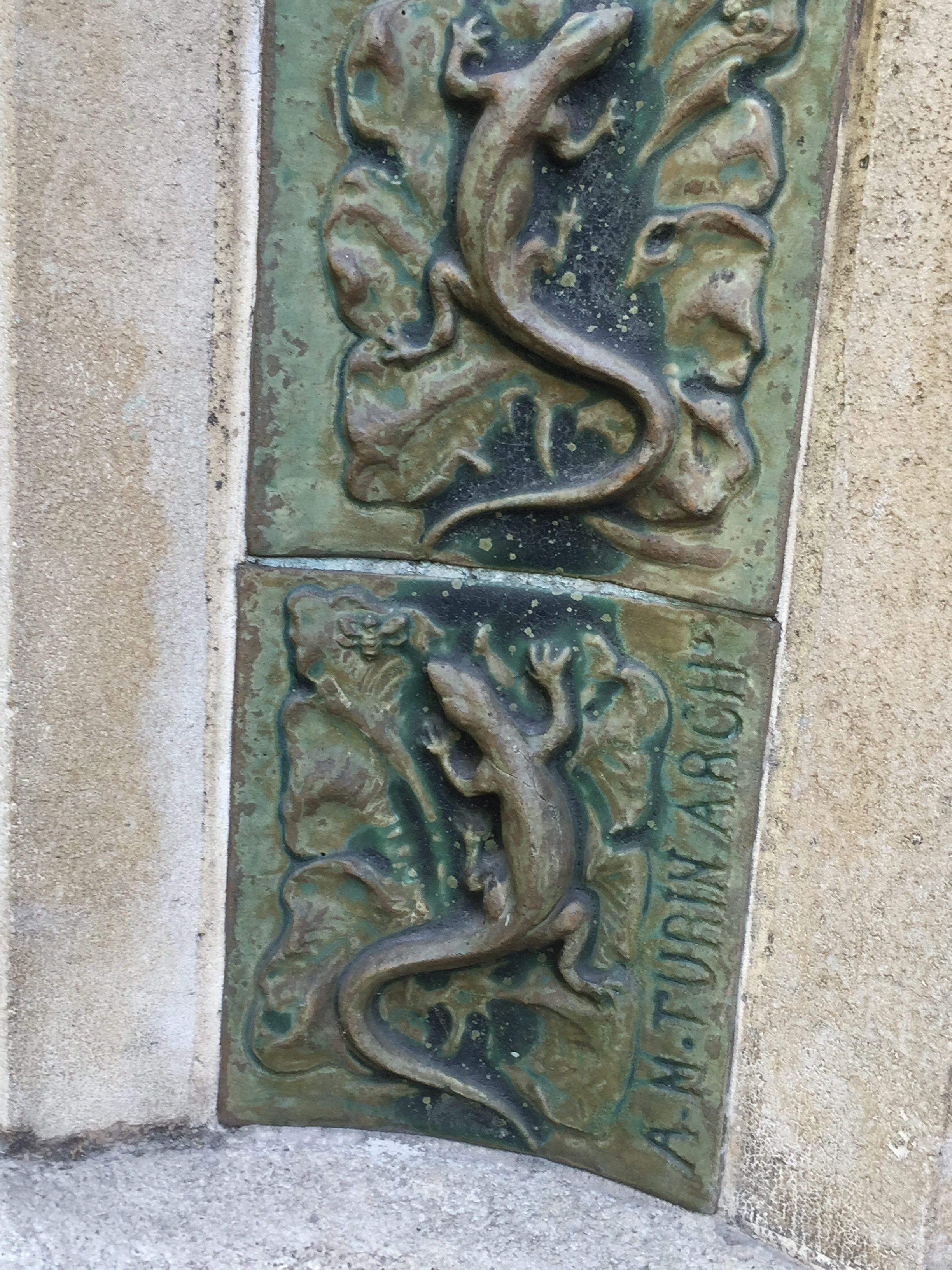
Particolare da rue Mademoiselle
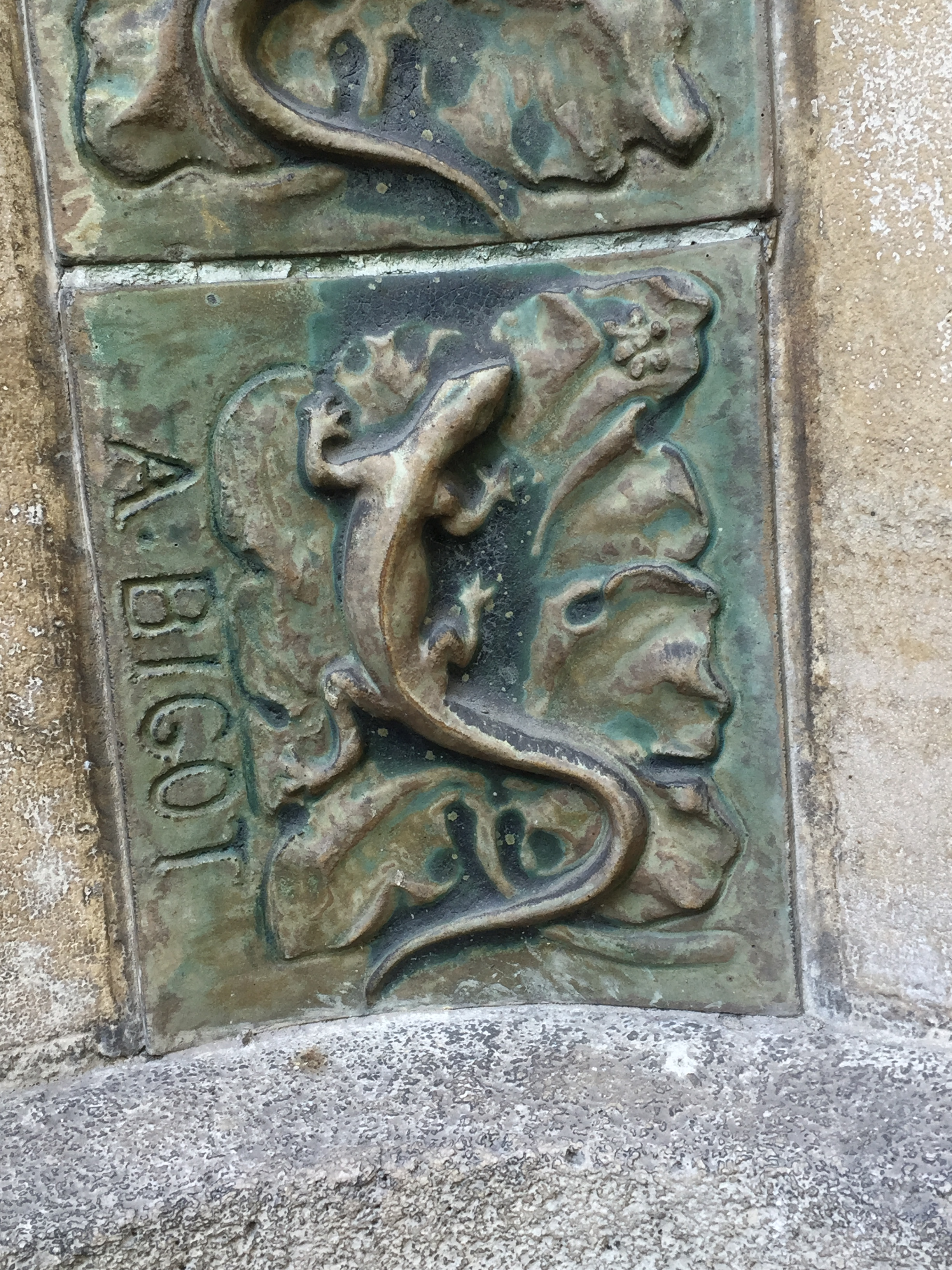
Particolare da rue Mademoiselle

## Brevetti degli Stati Uniti
Brevetto n. 838.496. Domanda depositata: 17 febbraio 1903. Brevettato: 11 dicembre 1906.
- Processo per la produzione di ceramiche smaltate.

Brevetto n. 1.497.084. Domanda depositata: 6 ottobre 1920. Brevettato: 10 giugno 1924.
- Un essiccatoio per la produzione di ceramiche.